# 张海峰 (音乐家)
张海峰（1968年—），中华人民共和国音乐家，曾任中国人民解放军军乐团第10任团长，多次在中国重大仪式上担任乐团指挥。

## 家庭背景
张海峰的父亲是一名军乐团成员，自从1950年代起便开始参加各类阅兵式近10次。对此，张海峰自称出身“阅兵第一家庭”。

## 经历

### 教育
张海峰从解放军艺术学院单簧管专业毕业后，曾获得美国大学的全额奖学金，但他选择前往中央音乐学院进修，师从徐新学习指挥。毕业后，他被英国曼彻斯特皇家音乐学院录取为指挥系研究生，但在与军乐团党委谈话后决定留下。2014年，他赴美国乔治梅森大学，以高级访问学者身份深造，成为全军首位公派到西方国家学习音乐的指挥家。

### 艺术生涯
1984年，16岁的张海峰参军并加入中国人民解放军军乐团，3个月后他以单簧管演奏员身份参演国庆35周年阅兵式。1999年，张海峰以联合军乐团分指挥的身份参与中国50周年国庆庆祝活动。2009年，他作为联合军乐团副总指挥又参与了2009年中国60周年国庆。2015年，他作为联合军乐团总指挥指挥了抗战70周年阅兵的演奏。
2011年，张海峰上任解放军军乐团副团长，主管乐团的创作室队伍。2018年4月，他接棒邹锐升任军乐团第10任团长，旋即紧锣密鼓地准备起了第二年的阅兵式演奏曲目，既负责遴选、训练乐团成员，又指导新进行曲的创作。2019年10月1日的中国国庆庆典上，他担任联合军乐团的总指挥，与另外两名军乐团副指挥一起，在天安门广场上指挥1300名乐团成员演奏56首歌曲。2020年年末，他卸任军乐团团长，职位由黄艳辉填补。2021年7月1日，张海峰再度联合军乐团总指挥的身份，指挥了共产党百年党庆活动的演奏。
2008年，张海峰累计参演600多场中国内外事司礼演奏。2021年，他参演的活动累计多达上千场次。

## 荣誉与头衔
张海峰获得第十四届世界音乐竞赛暨第九届指挥大赛第一名，捧得“金指挥棒奖”，是该奖首位亚洲得主。2004年，他获得中国首届“中青年德艺双馨文艺工作者”称号。军旅生涯中，他曾记二等功两次、三等功一次。
张海峰是中国音乐家协会会员、中国指挥学会会员和中国管乐学会理事，国家一级指挥，并担任北京市东城区文联副主席。他还曾任中央音乐学院、广州音乐学院、西安音乐学院客席指挥与清华大学管乐团的特聘指挥。